# Високе (зупинний пункт)
Висо́ке — пасажирський залізничний зупинний пункт Козятинської дирекції Південно-Західної залізниці.
Розташований неподалік від села Високе Тетіївського району Київської області на лінії Погребище I — Жашків між станціями Денгофівка (7 км) і Жашків (20 км).

Відкритий після 1985 року. Чотири рази на тиждень (крім вівторка, середи та четверга) курсує дизель-поїзд Козятин I — Жашків. 2014 року здійснено невелику реконструкцію посадкової платформи, яка полягала в заміні залізобетонних конструкцій.

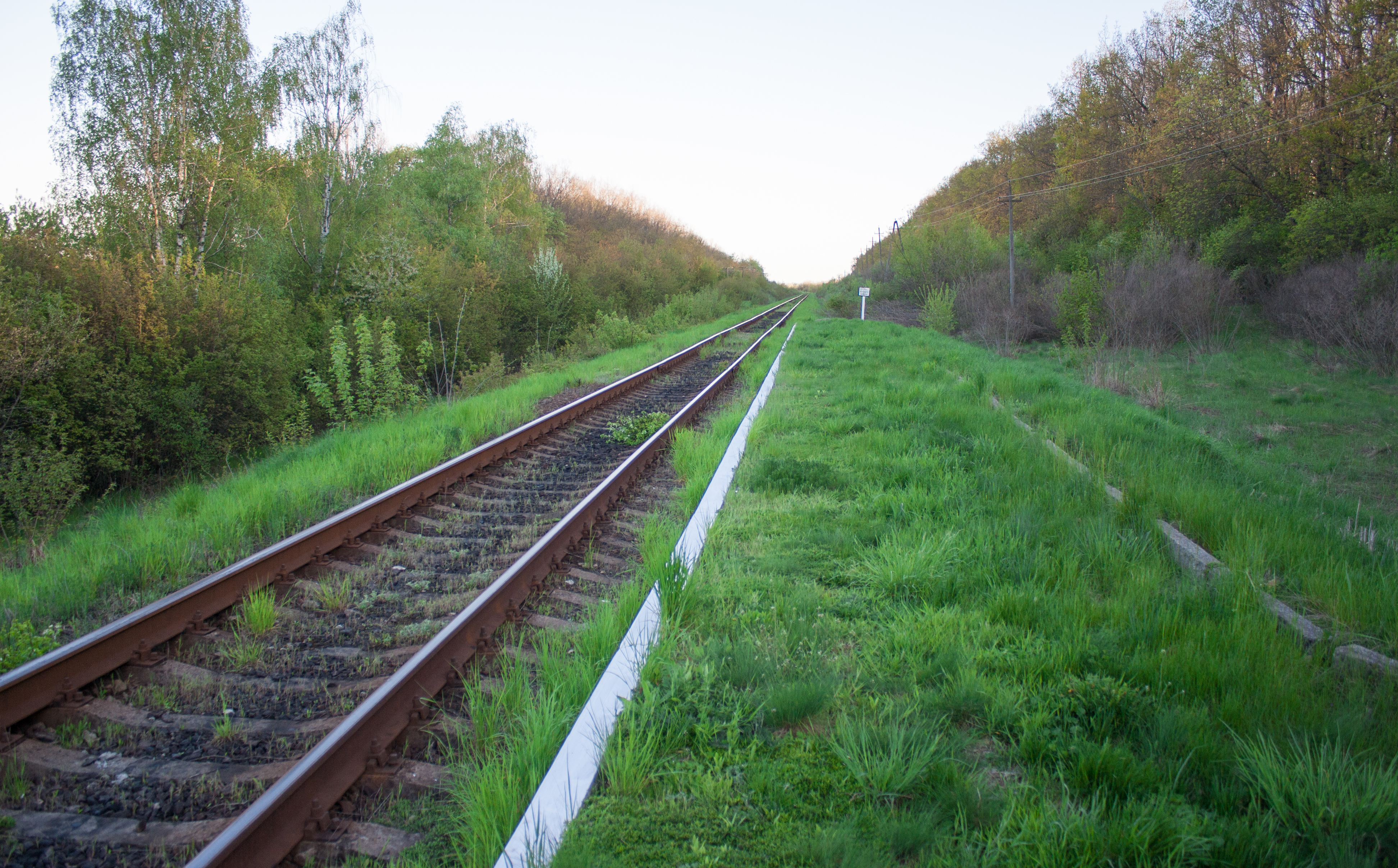
Платформа